# 秋田県道181号神代停車場線
秋田県道181号神代停車場線（あきたけんどう181ごう じんだいていしゃじょうせん）は、秋田県仙北市を通る一般県道である。

## 概要
起点JR東日本 田沢湖線 神代駅から、終点神代交差点までの254mだけの短絡路線である。

### 路線データ
- 総延長 : 0.254 km[2]
- 実延長 : 0.254 km[2]
- 起点 : 秋田県仙北市田沢湖卒田字白旗87番5（神代駅）[3]北緯39度37分23.24秒 東経140度37分38.71秒
- 終点 : 秋田県仙北市田沢湖卒田字白旗194番1（神代交差点、国道46号交点）[3]北緯39度37分30.27秒 東経140度37分32.35秒
- 未供用区間 : なし[2]

## 歴史
- 1959年（昭和34年）2月17日 - 秋田県道に認定される[3]。

## 路線状況

### 冬期閉鎖区間
- なし[4]

### 交通不能区間
- なし[5]

## 地理

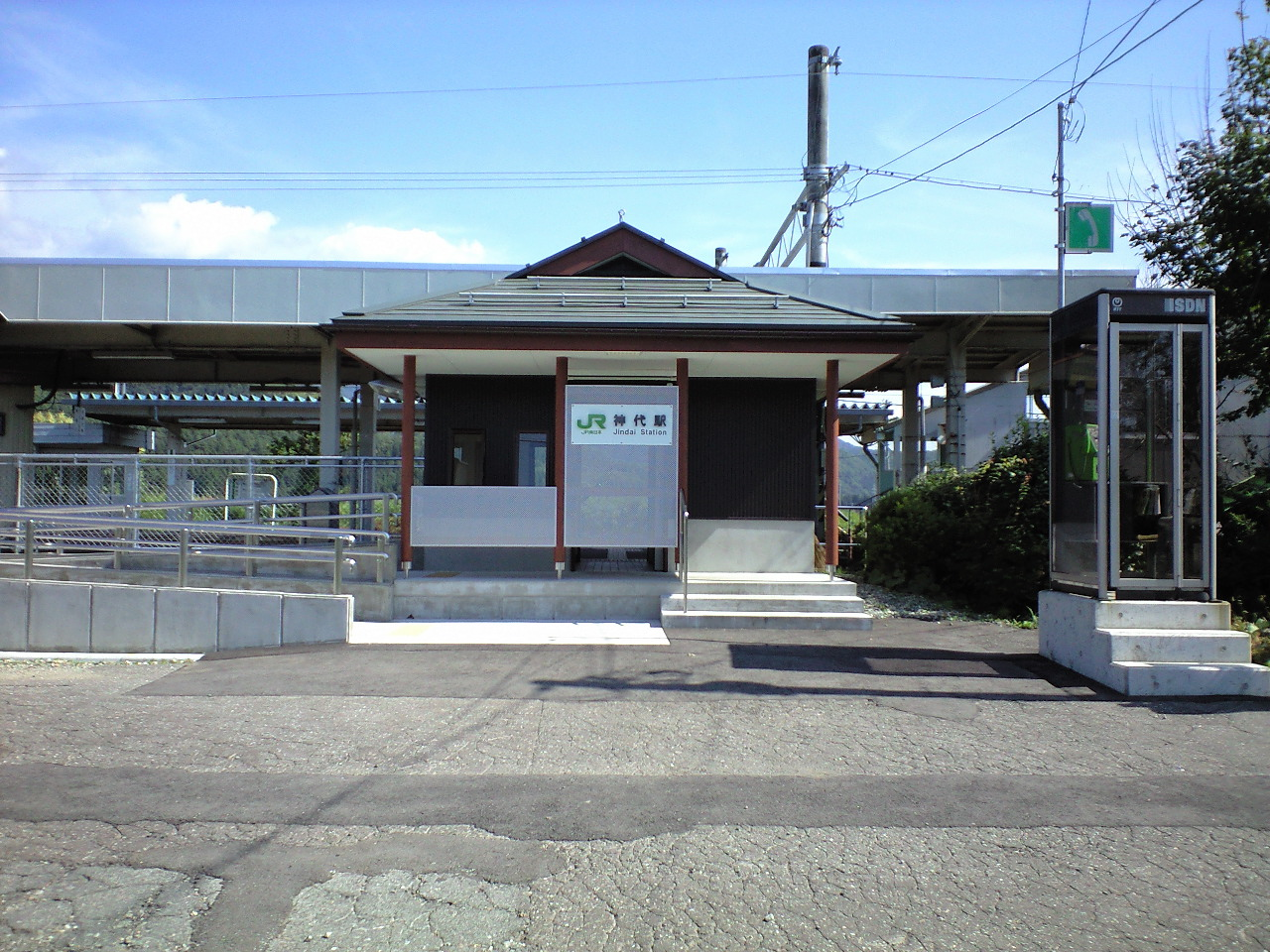
起点・神代駅

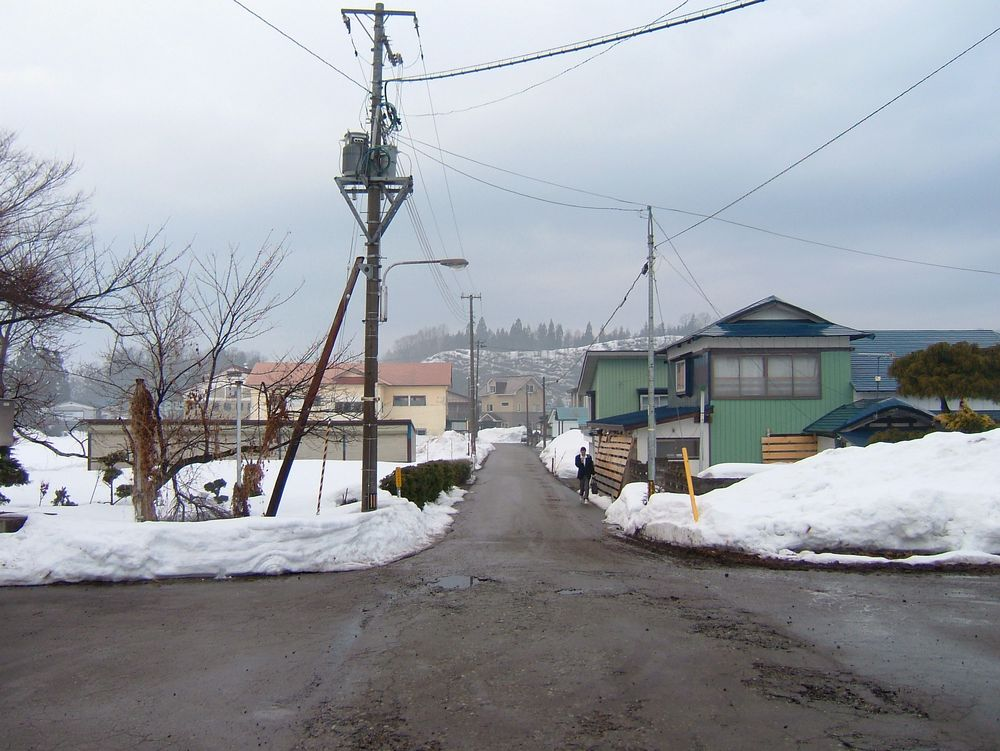
駅前

県道の標識もなく、ほぼ生活道路としての車幅のため入口が分かりづらい。

### 交差する道路
| 施設名     | 接続路線名 | 備考 | 所在地                 |
| ---------- | ---------- | ---- | ---------------------- |
| 〈神代駅〉 |            | 起点 | 仙北市田沢湖卒田字白旗 |
| 神代交差点 | 国道46号   | 終点 | 仙北市田沢湖卒田字白旗 |

- 秋田県道50号大曲田沢湖線には市道で連絡する。

### 沿線の施設
- JR東日本 田沢湖線 神代駅